# Éclusier-Vaux
Éclusier-Vaux (picardisch: Éclusier-Veux) ist eine nordfranzösische Gemeinde mit 86 Einwohnern (Stand 1. Januar 2022) im Département Somme in der Region Hauts-de-France. Die Gemeinde gehört zum Arrondissement Péronne und ist Teil der Communauté de communes du Pays du Coquelicot.

## Geographie
Die Gemeinde liegt zum größeren Teil am rechten (Vaux) und zum kleineren Teil (Éclusier) am linken Ufer der hier mäandrierenden und durch Teiche (Marais de Vaux, Marais d’Éclusier) erweiterten, von steilen Klippen eingefassten Somme, rund sechs Kilometer östlich von Bray-sur-Somme. Die Mairie liegt allein stehend auf halbem Weg zwischen beiden Gemeindeteilen. In der Gemeinde liegt ein Landerziehungsheim (Maison Familiale et Rurale). Die Montagne de Vaux besteht aus Magerrasen und bietet im Belvédère de Vaux bei der Kapelle Notre-Dame de Vaux eine bemerkenswerte Aussicht auf das Tal der Somme.

## Geschichte
Vaux, das im 5. Jahrhundert von König Chlodwig I. Vedast, dem Bischof von Arras geschenkt worden sein soll, wird im Jahr 1259 unter dem Namen Vals genannt. Im Mittelalter unterstand es der Abtei Saint-Vaast. Éclusier ist jünger.
Die Gemeinde erhielt als Auszeichnung das Croix de guerre 1914–1918.
| 1962 | 1968 | 1975 | 1982 | 1990 | 1999 | 2006 | 2018 |
| ---- | ---- | ---- | ---- | ---- | ---- | ---- | ---- |
| 69   | 72   | 59   | 62   | 56   | 69   | 89   | 83   |